# Neckeropsis
Neckeropsis är ett släkte av bladmossor. Neckeropsis ingår i familjen Neckeraceae.

## Dottertaxa tillNeckeropsis, i alfabetisk ordning[1]
- Neckeropsis andamana
- Neckeropsis beccariana
- Neckeropsis boiviniana
- Neckeropsis boniana
- Neckeropsis calcicola
- Neckeropsis chevalieri
- Neckeropsis crinita
- Neckeropsis darjeelingensis
- Neckeropsis disticha
- Neckeropsis exserta
- Neckeropsis fimbriata
- Neckeropsis foveolata
- Neckeropsis gracilenta
- Neckeropsis gracilis
- Neckeropsis inundata
- Neckeropsis lepineana
- Neckeropsis liliana
- Neckeropsis madecassa
- Neckeropsis moutieri
- Neckeropsis nanodisticha
- Neckeropsis nitidula
- Neckeropsis obtusata
- Neckeropsis pocsii
- Neckeropsis semperiana
- Neckeropsis spurio-truncata
- Neckeropsis submarginata
- Neckeropsis subtruncata
- Neckeropsis takahashii
- Neckeropsis touwii
- Neckeropsis undulata